# 八代照子
八代 照子（やしろ てるこ）は、日本のゴルファー。左利きである。

## 略歴
初等部から青山学院に通い、1965年青山学院大学文学部教育学科卒業。大学時代は、体育会テニス部所属。

## 主な実績
- 19回世界レフティゴルフ選手権スウェーデン大会2009レディスの部 準優勝
- 19回世界レフティゴルフ選手権ニュージーランド大会2008レディスの部 優勝（日本人初）

## 参考
- 世界レフティゴルフ（WALG)選手権大会　日本人選手の成績